# Гаибов, Николай Дмитриевич
Николай Дмитриевич Гаибов (имя при рождении Мирза-бек Гаибов, азерб. Məsum bəy Mirzə Məmmədqulu bəy oğlu Qayıbov; 19 апреля 1864, Шуша — 20 октября 1915, Тифлис) — российский военный деятель, генерал-майор.

## Биография
Происходил «из дворян города Шуша». Православный. Общее образование получил в Бакинском реальном училище. В службу вступил юнкером рядового звания 1 сентября 1881 года во 2-е военное Константиновское училище. 12 августа 1883 года выпущен подпоручиком в 14-й гренадёрский Грузинский полк.
12 августа 1887 года произведён в поручики. С 11 октября 1891 года по 28 апреля 1893 года поручик Мирза Мясум бек Гаибов чиновник на усиление штаба Кавказского военного округа. С 28 апреля 1893 года по 19 мая 1899 года младший помощник начальника Горского отделения штаба округа. 4 июня 1895 года произведён в штабс-капитаны.
19 мая 1899 года был назначен помощником старшего адъютанта штаба округа. 6 декабря 1899 года произведён в капитаны. 4 декабря 1903 года назначен и.д. старшего адъютанта штаба округа. 26 февраля 1904 года произведён в подполковники с утверждением в должности старшего адъютанта штаба Кавказского военного округа. 6 декабря 1907 года произведён в полковники.
13 марта 1909 года полковник Гаибов был назначен младшим помощником начальника Терской области и наказного атамана Терского казачьего войска. 6 декабря 1913 года «за отличие по службе» произведён в генерал-майоры. C 15 августа 1915 года в отставке по болезни. Умер в Тифлисе.
Награды: ордена Святого Станислава 2-й ст. (1906); Святой Анны 2-й ст. (1911); Святого Владимира 3-й ст.(ВП 06.05.1914).